# Murles
Murles é uma comuna francesa na região administrativa da Occitânia, no departamento de Hérault. Estende-se por uma área de 24.06 km², e possui 315 habitantes, segundo o censo de 2018, com uma densidade de 13 hab/km².